# Tsunami auf Java und Sumatra 2018

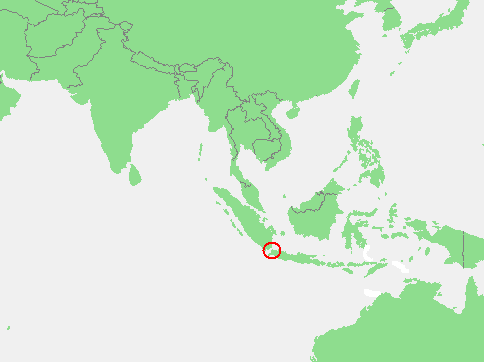
Sundastraße, Meeresenge zwischen Sumatra und Java, in der sich Krakatau befindet

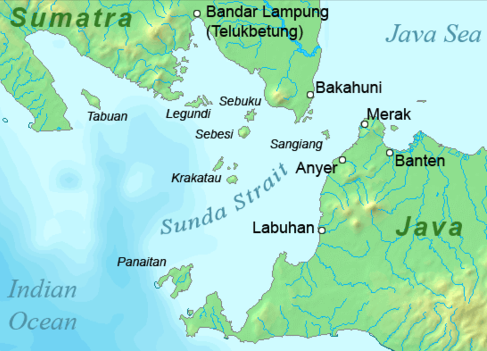
Die wichtigsten Siedlungszentren an der Sundastraße

Ein Tsunami traf am 22. Dezember 2018 ohne Vorwarnungen die Küsten der indonesischen Inseln Java, Sumatra und einer Reihe weiterer kleinerer Inseln in der Sundastraße. Ausgelöst wurde der Tsunami durch das Abrutschen der Vulkanflanke des Anak Krakatau in das Meer.
Nach Angaben der Nationalen Agentur für Katastrophenschutz gab es 437 Tote, 14.059 Verletzte, 33.719 Obdachlose (displaced persons) sowie 2.752 zerstörte Häuser und 510 Schiffe.
Am schlimmsten war der Regierungsbezirk von Pandeglang an der Südwestspitze Javas betroffen; dort starben allein 290 Menschen. Jedoch auch im nördlich davon gelegenen Serang und Südlampung (Lampung Selatan) auf dem gegenüberliegenden Sumatra waren stark betroffen.

## Auslöser
Der Anak Krakatau ist einer von 76 aktiven Vulkanen Indonesiens und gibt der Insel in der Sundastraße, auf der er sich befindet, ihren Namen. Im Jahr 1883 war der Krakatau Schauplatz einer der größten Eruptionen in historischen Zeiten überhaupt gewesen, bei der die Insel weitgehend zerstört wurde und in deren Folge sich der neue Vulkan formte.
Zwischen 2016 und 2018 brach der Vulkan zweimal aus, und Mitte 2018 begann eine neue Eruptionsphase des Vulkans. Am 22. September 2018 kam es zu einer sich steigernden Ausbruchsfolge (Paroxysmus), bei der eine thermische Strahlung von ca. 3400 Megawatt und Vulkanasche in bis zu 2300 Metern Höhe gemessen wurden. Am 22. Dezember um 21:03 Uhr Ortszeit ereignete sich ein Ausbruch mit einer drei Kilometer hohen Aschewolke, die auch den internationalen Flugverkehr beeinträchtigte.
Die Eruptionsphase bis zum Kollaps der Vulkanflanke dauerte 175 Tage. Von Juni 2018 bis zum Kollaps schichteten sich durch die Eruption 25,5 Millionen m³ Ablagerungen auf den Vulkan auf, entsprechend 54 Millionen Tonnen (bei einer mittleren Dichte von 2110 kg/m³).
Bereits im Januar 2018 ließen die südwestlichen und südlichen Flanken des Vulkans langsam nach und bewegten sich nach Westen, etwa 4 mm pro Monat. Ende Juni 2018 beschleunigte sich die Verformung merklich, um etwa 10 mm pro Monat. Nur 115 s vor dem Kollaps verzeichneten die seismischen Stationen ein Erdbeben der Stärke ML= 2–3. Schätzungsweise 45–60 % der Flanke hatten versagt (etwa 100 Millionen m³, das unter Wasser befindliche Einsturzvolumen ist darin nicht enthalten).

## Tsunami

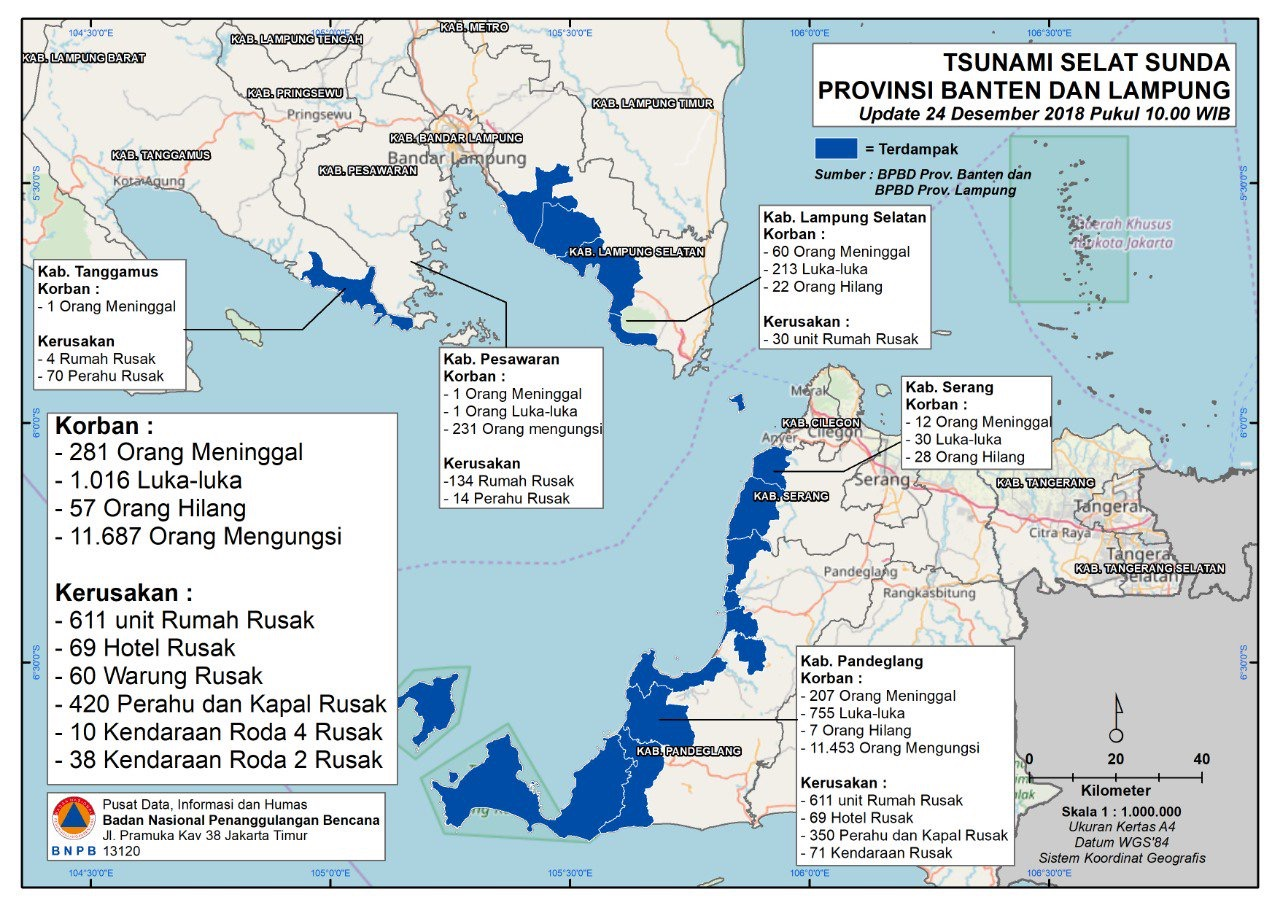
Die betroffenen Regionen und Opferzahlen

Der Zusammenbruch der Vulkanflanke des Anak Krakatau, der nur etwa 2 Minuten dauerte, reduzierte die Höhe des Vulkans von 320 m auf nunmehr 120 m.
Der Hangrutsch löste einen Tsunami aus, der rund 24 Minuten später die an der Sundastraße gelegenen Küstenregionen der Inseln Java und Sumatra überflutete. Im Badeort Pantai Tanjung Lesung (Provinz Banten) traf eine drei Meter hohe Welle den Strand, als dort die indonesische Boyband Seventeen ein Konzert gab. Ein Handyvideo dokumentiert den Moment, als die Welle von hinten die Bühne traf. Allein hier gab es mehr als hundert Tote. Die durch den Vollmond hervorgerufene Springflut verstärkte das auflaufende Wasser zusätzlich. Die Welle des Tsunamis war vergleichsweise niedrig und gelangte nicht weit in das Innere der Inseln. Der Indonesische Katastrophenschutz hatte erklärt, es gebe „keine Tsunami-Bedrohung“, als bereits die ersten Wellen an Land schlugen.
Die indonesischen Behörden befürchteten einen zweiten Tsunami und warnten davor, sich an Stränden und in Küstennähe aufzuhalten. Eine zweite Welle blieb jedoch aus.

## Folgen

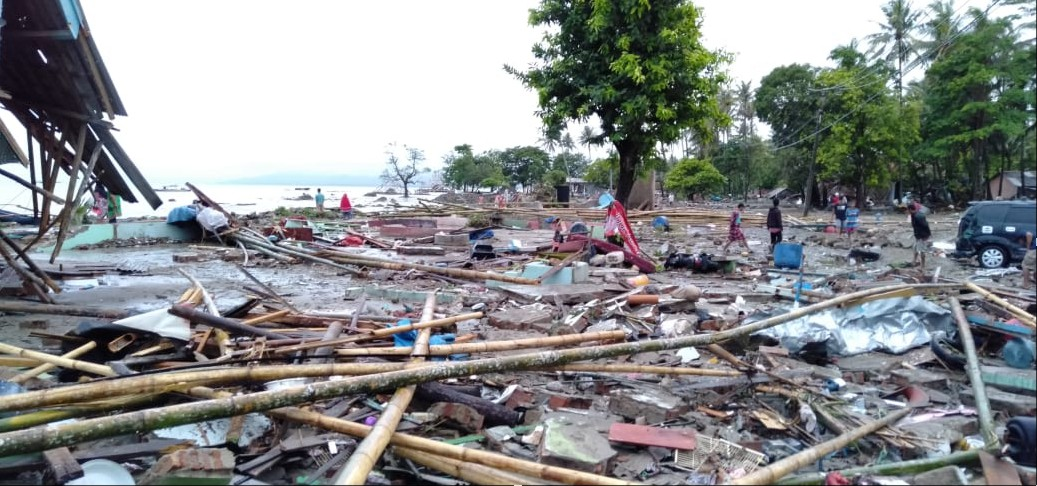
Zerstörungen an einem Strand in Banten

Die Nationale Agentur für Katastrophenschutz (BNPB) Indonesiens gab bekannt, dass durch den Tsunami (vor allem in den Provinzen Banten und Lampung) 33.719 Menschen ihre Häuser verloren haben (displaced). 437 Tote und über 14.059 Verletzte wurden durch die Behörde registriert. Mehr als 2.752 Wohnhäuser, viele Hotels und Marktstände sowie 510 Boote und Schiffe wurden zerstört. Rettungsteams wurden in den Regierungsbezirken von Pandeglang, Serang, Südlampung, Pesawaran und Tenggamus eingesetzt. Allein in Pandeglang auf Java starben 290 Menschen.
Unklar war zunächst, weshalb das Tsunami-Frühwarnsystem keine Gefahr meldete. Beobachter kritisierten, dass das bestehende Tsunami-Frühwarnsystem nicht oder unzureichend funktioniere und nur auf Erdbeben, nicht aber auch auf Unterwasser-Erdrutsche und Vulkanausbrüche ausgerichtet sei. Der australische Sender ABC berichtete, dass das System seit 2012 gar nicht mehr funktioniere.

## Reaktionen

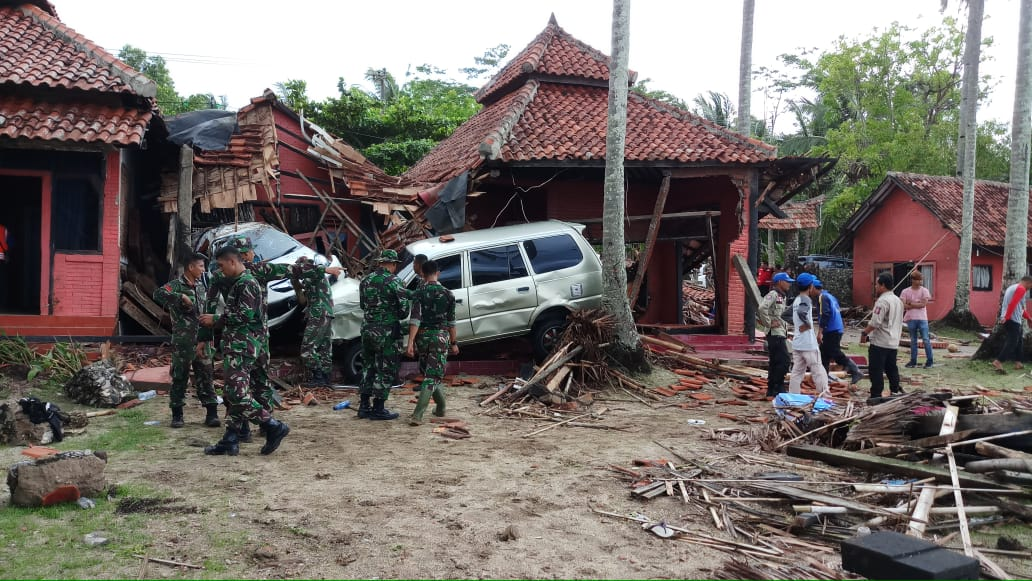
Soldaten bei der Bergung von Opfern und Aufräumarbeiten

Der Präsident Indonesiens Joko Widodo ordnete sofortige Rettungsmaßnahmen durch die BNPB, das Sozialministerium und die Indonesischen Streitkräfte an. Für die Region Pandeglang wurde für zwei Wochen und für South Lampung für eine Woche der Notfall ausgerufen. Das BPPT-Forschungsschiff Baruna Jaya wurde mit der bathymetrischen Erkundung des Meeresbodens rund um den Vulkan, eine Tsunami-Warnung auch für durch Vulkane ausgelöste Ereignisse bei der staatlichen Agentur BMKG beauftragt.